# Reichenau (Karinthië)
Reichenau is een gemeente in de Oostenrijkse deelstaat Karinthië, gelegen in het district Feldkirchen. De gemeente heeft ongeveer 2000 inwoners.

## Geografie
Reichenau heeft een oppervlakte van 114,17 km². Het ligt in het zuiden van het land.

## Foto's

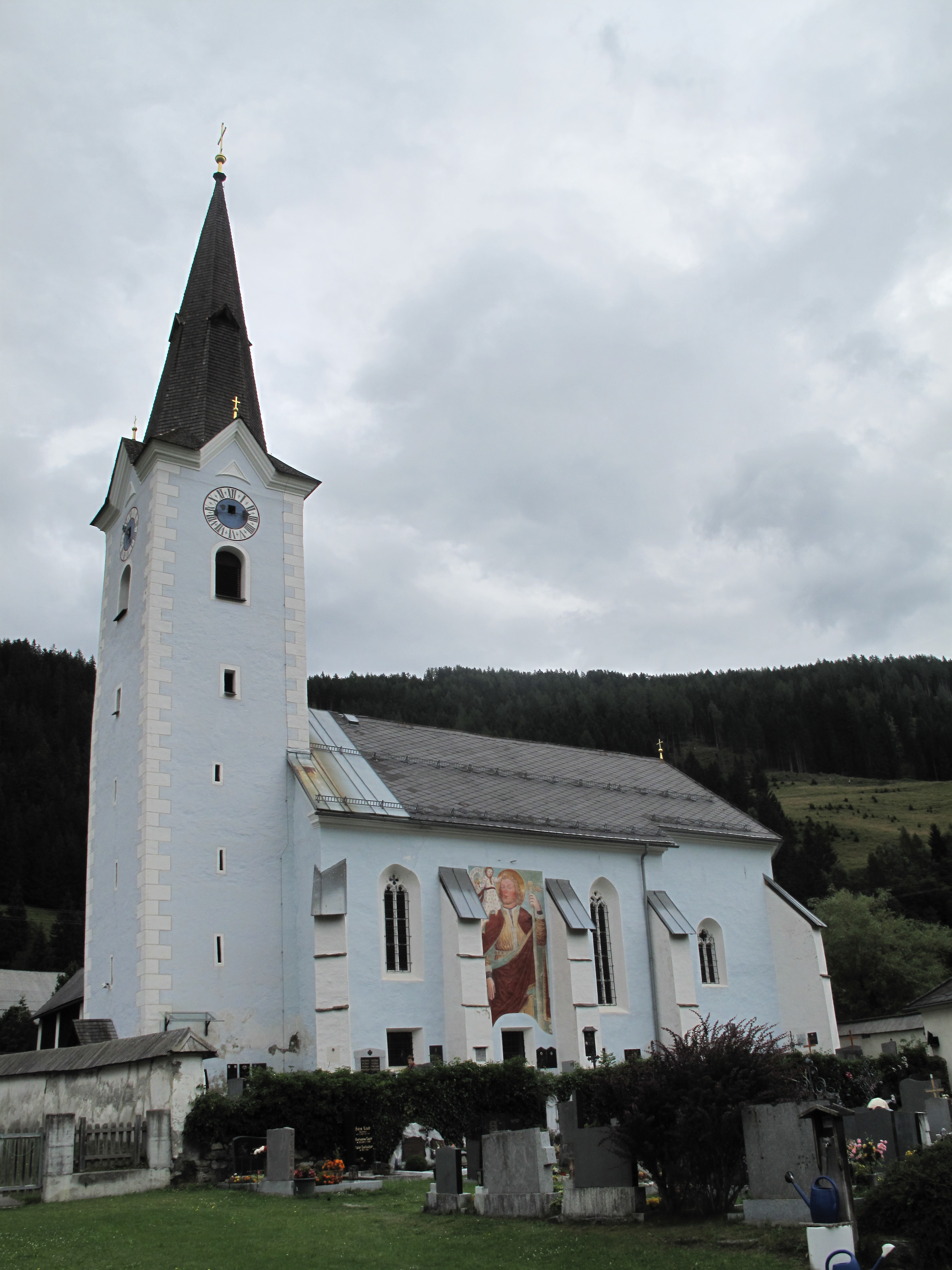
Sankt Margarethen, kerk
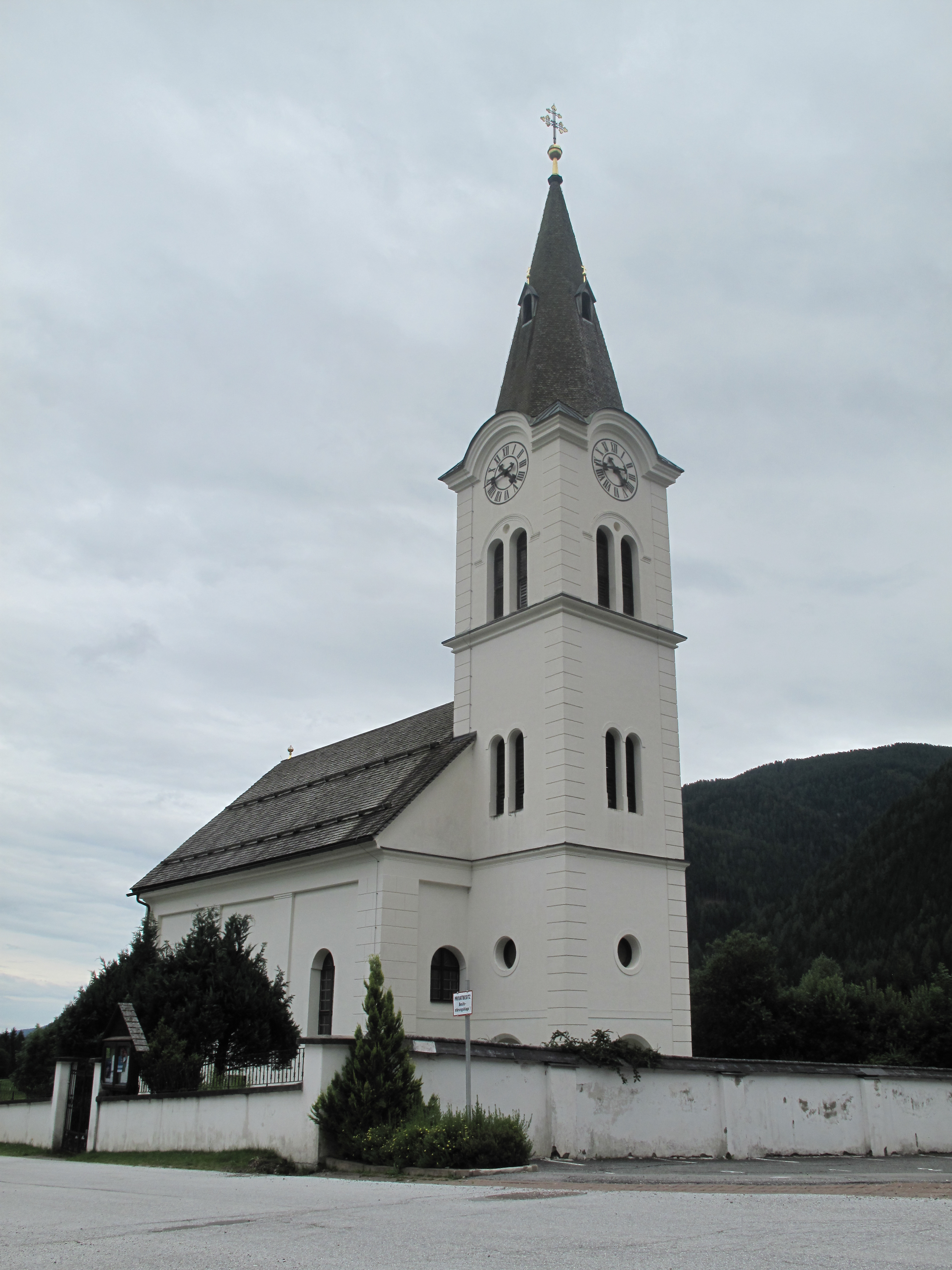
Wiedweg, kerk

Albeck · Feldkirchen · Glanegg · Gnesau · Himmelberg · Ossiach · Reichenau · Sankt Urban · Steindorf am Ossiacher See · Steuerberg